# Georg von Küchler
Georg von Küchler (ur. 30 maja 1881 w Schloss Philippsruhe, zm. 25 maja 1968 w Garmisch-Partenkirchen) – niemiecki wojskowy, feldmarszałek, dowódca 3 i 18 Armii, Grupy Armii „Północ” oraz oblężenia Leningradu, zbrodniarz wojenny skazany w procesach norymberskich na dwadzieścia lat więzienia. Uczestnik I i II wojny światowej.

## Życiorys
W 1939 roku uczestniczył w agresji na Polskę jako dowódca 3 Armii, nacierającej z Prus Wschodnich w kierunku Grudziądza. Następnie 3 Armia została skierowana na odcinek w rejonie Mławy. Po przekroczeniu rzek Bug i Narew manewrem oskrzydlającym Warszawę, jego armia spotkała się na wschód od miasta z 10 Armią gen. von Reichenaua.
W maju 1940 roku dowodził niemiecką 18 Armią w walkach w Holandii i Belgii. Armia Küchlera po pokonaniu Belgów i zajęciu Antwerpii przesunęła się do Francji. Ten etap wojny zakończyła we francuskim Pas-de-Calais, okrążając Dunkierkę. Po kampanii von Küchler otrzymał awans na stopień generała pułkownika.
Następnie został kolejnym po feldmarszałku von Leebie dowódcą Grupy Armii Północ w czasie inwazji na ZSRR. Pomimo masowych bombardowań i długotrwałej blokady Leningradu nie potrafił zdobyć miasta aż do stycznia 1944 roku, kiedy to okrążenie zostało przełamane przez Armię Czerwoną. 30 czerwca 1942 roku otrzymał awans na stopień feldmarszałka. 
Po wojnie von Küchler został aresztowany przez władze amerykańskie i w 1948 roku stanął przed Międzynarodowym Trybunałem Wojskowym w Norymberdze. Oskarżono go o popełnienie zbrodni wojennych, jako dowodzącego 18 Armią i Grupą Armii Północ podczas agresji III Rzeszy na ZSRR. W październiku 1948 roku został skazany na 20 lat pozbawienia wolności za zbrodnie wojenne i zbrodnie przeciwko ludzkości – m.in. poruszano wątek odpowiedzialności von Küchlera za rozstrzelanie 38 Polaków, obrońców Poczty Polskiej w Gdańsku, przez Brygadę Eberhardta (wchodzącą w skład 3 Armii), nacierającej w rejonie Westerplatte i Gdańska (3 Armia objęła później, do października 1939 władzę wykonawczą w tym mieście ponosząc odpowiedzialność za represje w stosunku do Polaków). Przede wszystkim jednak oskarżono go o zbrodnie popełnione na jeńcach sowieckich. Po trzech latach wyrok obniżono do 12 lat pozbawienia wolności. W lutym 1952 roku ze względu na wiek i stan zdrowia został zwolniony.
Zmarł w Garmisch-Partenkirchen w 1968 roku.